# Philip Henslowe
Philip Henslowe, född omkring 1550, död 6 januari 1616, var en engelsk teaterledare.
Henslowe var till yrket egentligen färgare, men kom att intressera sig för teateraffärer och byggde 1592 The Rose och 1599 The Fortune och drev dessa jämte ett par andra Londonteatrar, The Hope (Beargarden) och Newington Butts, tillsammans med sin måg Edward Alleyn. Den i Dulwich colleges bibliotek 1790 funna Henslowes diary, är märklig som källskrift för kännedomen om Shakespearetidens Londonteatrar.